# 下谷小つる
下谷 小つる（したや こつる、1934年(昭和9年) - 生存不明）は、日本の女性歌手。
戦後にうぐいす芸者歌手として活動した。

## 経歴
東京で生まれる。本名、京とよ子。東京下谷の花柳界に入り、小つるを名乗る。
芸者歌手の藤本二三吉に端唄を師事し、日本コロムビアに美声を買われ歌手デビュー。1952年(昭和27年)12月に『春雨』や『槍さび』など6曲を吹き込んだのが最初のレコード発売と思われる。
1964年(昭和39年)よりNHKテレビ「邦楽百選」で根岸登喜子、三浦布美子と共に俗曲三人娘として出演。『桑名の殿様』や『五万石』などのお座敷唄を得意とし、美声と歌声で人気を博した。
国立国会図書館リサーチでは、1950年代から1960年代までレコード活動が確認できる(復刻は含めない)。